# Київський університет економіки і технологій транспорту
Ки́ївський університе́т еконо́міки і техноло́гій тра́нспорту (з 2010 року носить назву: Державний економіко-технологічний університет транспорту) було створено у 2001 на базі Київського інституту залізничного транспорту Українська державна академія залізничного транспорту. Член УАБО

## Загальна інформація
Акредитація IV
Ліцензія АА № 902697 від 16.03.2004 р.
Підпорядкованість Міністерство освіти і науки України
Керівник ВНЗ ректор Макаренко Михайло Володимирович
Адреса 03049, Київ, вул. Лукашевича, 19
Web-сайт https://web.archive.org/web/20121225172038/http://detut.edu.ua/
Напрями підготовки Економіка і підприємництво
- Менеджмент
- Електромеханіка
- Автоматизація та комп'ютерно-інтегровані технології
- Транспортні технології
- Залізниці та залізнична техніка

## Історія
Державний економіко-технологічний університет транспорту — один з найстаріших вищих навчальних закладів України. Корені його історії сягають 1898 року, коли була розпочата підготовка інженерів-залізничників в КПІ. Перший випуск інженерів-залізничників відбувся в 1903 році (12 за спеціальністю «Залізниці» і один за спеціальністю «Мости»). Крім того, у вересні 1909 році було відкрито залізничний підвідділ Київських вищих комерційних курсів з технічними науками і «економією шляхів сполучення», а з червня 1912 року надано статус вищого навчального закладу та перейменовано на Київський комерційний університет.
У 1929 році народний комісаріат Просвіти України організував у Києві Інститут інженерів шляхів сполучення (КІІШС) у складі п'яти факультетів. Через рік КІІШС було реорганізовано і на виконання Постанови Раднаркому УРСР № 19/672 від 12 липня 1930 року почали працювати 5 окремих вищих навчальних закладів: Київський залізничний інститут у складі 2 факультетів, Дніпропетровський залізничний інститут у складі 3 факультетів, Київський інститут річкового транспорту у складі 3 факультетів, Одеський інститут морського транспорту у складі 2 факультетів, Харківський шляховий інститут у складі 4 факультетів (з 1 січня 1934 року — ХІІТ). У період масових репресій 30-х років ХХ ст. серед значної кількості вищих навчальних закладів, які перестали існувати, був і Київський залізничний інститут. Так Київський інститут інженерів транспорту в 1934 році було об'єднано з Харківським інститутом інженерів залізничного транспорту. Фактично КІІТ включено до складу ХІІЗТ. З 1951 року було створено Навчально-консультаційний пункт Всесоюзного заочного інституту інженерів залізничного транспорту. І лише 14 липня 1966 року було організовано філіал ХІІТу у м. Києві. А в 1968 році в київській філії Харківського інституту інженерів транспорту відновлено спеціальність «економіка і організація залізничного транспорту».
Починаючи з 1991 року, коли була створена Укрзалізниця, потреба у сучасних кадрах залізничників — аналітиків широкого профілю значно зросла. 5 грудня 1995 року на базі КФ ХІІТу було створено Київський інституту залізничного транспорту.
Відповідно до постанови Кабінету Міністрів України від 09.08.2001 року № 983 та наказу Міністерства транспорту України від 27.08.2001 року № 564 створено Київський університет економіки і технологій транспорту.
На базі Київського університету економіки і технологій транспорту розпорядженням Кабінету Міністрів України від 18 квітня 2007 року № 196-р утворено Державний економіко-технологічний університет транспорту, який заснований на державній власності, є бюджетною установою, діє як навчально-науково-виробничий комплекс та підпорядкований Міністерству інфраструктури України.

## Потенціал університету
Відкриття університету було зумовлене потребою у висококваліфікованих кадрах для залізниць України, підготовлених як за денною, так і безвідривною формою навчання, а також необхідністю вирішення ряду науково-технічних проблем, пов'язаних з удосконаленням технічного оснащення, технології та управління залізничним транспортом.
Протягом останніх років університет веде щорічний прийом студентів на денну та безвідривну форми навчання з таких спеціальностей:
- Облік і аудит;
- Транспортний менеджмент;
- Фінанси;
- Економіка підприємств;
- Залізничні споруди та колійне господарство;
- Рухомий склад та спеціальна техніка залізничного транспорту;
- Автоматика та автоматизація на транспорті
- Організація перевезень і управління на транспорті (спеціалізації: «Організація міжнародних перевезень», «Організація митного контролю на залізничному транспорті»).

Університет має у своєму складі п'ять факультетів: підготовчий факультет, «Інфраструктура і рухомий склад залізниць», «Управління залізничним транспортом», «Комерційна діяльність залізниць», перепідготовка та підвищення кваліфікації керівників і спеціалістів залізничного транспорту.
Свого часу перетворення філіалу в інститут дозволило здійснити якісні та кількісні зміни в організації і забезпеченні навчально-виховного процесу, збільшити контингент студентів денної форми навчання: нині в університеті навчаються 3584 студенти, з них за очною формою — 996, за заочною — 2588. Зміцнюється і формується на більш високому рівні професорсько-викладацький склад: якщо в 1993 р. тут було лише 25 викладачів, то зараз їх більше 200, у тому числі 98 штатних, з них 14 — доктори наук.
У складі університету працюють 14 кафедр, у тому числі сім випускних.